# Frans Engström
Frans Henry Engström (Kalmar, Småland, Suécia, 14 de outubro de 1873 - Helsinque, Finlândia, 30 de abril de 1940 ) foi um fotógrafo e cineasta de origem sueca que retratou o modo de vida da população finlandesa em filmes mudos.

## Filmografia parcial
- Elämää esplanaadikadulla (1905)
- Salaviinanpolttajat (1907)
- Hyökyaaltoja (1911)
- Finnland (1911)
- Anna-Liisa (1911)
- Sylvi (1911)